# Episodi di Lazy Town (terza stagione)
La terza stagione della serie televisiva Lazy Town è andata in onda sulla rete islandese Sjónvarpið dal 13 marzo al 12 dicembre 2013.
In Italia, la stagione è stata trasmessa su Cartoonito dal 13 maggio 2013 al 2016.
| n° | Titolo originale         | Titolo italiano            | Prima TV Islanda  | Prima TV Italia |
| -- | ------------------------ | -------------------------- | ----------------- | --------------- |
| 1  | Roboticus                | Roboticus                  | 13 marzo 2013     | 13 maggio 2013  |
| 2  | The Greatest Gift        | Il regalo più bello        | 12 aprile 2013    |                 |
| 3  | Little Pink Riding Hood  | La giornata delle sorprese | 2 maggio 2013     |                 |
| 4  | Scavenger Hunt           | Lavoro di squadra          | 20 giugno 2013    |                 |
| 5  | Who's Who?               | Gara di ballo              | 11 luglio 2013    |                 |
| 6  | Purple Panther           | Il nuovo museo             | 8 agosto 2013     |                 |
| 7  | Purple Panther           | Il furto del cristallo     | 11 settembre 2013 |                 |
| 8  | The Blue Knight          | Il cavaliere blu           | 11 settembre 2013 |                 |
| 9  | The First Day of Summer  | Il primo giorno d'estate   | 26 settembre 2013 |                 |
| 10 | Chef Rottenfood          | Chef Rancibo               | 2 ottobre 2013    |                 |
| 11 | Breakfast at Stephanie's | Trappola invisibile        | 23 ottobre 2013   |                 |
| 12 | The Lazy Cup             | La coppa Lazy              | 13 novembre 2013  |                 |
| 13 | The Holiday Spirit       | Un Natale tutti insieme    | 12 dicembre 2013  |                 |